# Transmissão direta
Transmissão direta de uma doença é o mecanismo de transferência de um determinado agente causador (vírus, bactérias, protozoários, etc.) em que não há interferência de veículos (vetores).
Tal mecanismo pode se dar de modo imediato, quando existe contato físico entre a fonte primária de infecção e o novo hospedeiro (por exemplo: transmissão de Doenças Sexualmente Transmissíveis), ou de modo mediato, quando não há contato físico entre a fonte primária de infecção e o novo hospedeiro (por ex.: a transmissão por meio das secreções oronasais suspensas na atmosfera - gotículas de Flügge - ou por contato pelas mãos e utensílios contaminados).